# Суња (река)
Суња је десна притока реке Саве, дуга 69 km.
Извире у Зринској гори, на висини од 600 м. Раније се изливла у плитким депресијама и на дужини од око 20 km, отицала споро и паралелно са Савом, на је у новије време каналисана. 
Утиче у Саву насупрот села Пуске 12 km северозападно од Јасеновца, на 91 м надморске висне.
Површина њеног слива износи 462 km².